# The Boys in the Band (película)
The Boys in the Band es una película dramática con una temática LGTB estrenada el 30 de septiembre de 2020. La cinta está dirigida por Joe Mantello y producida por Ryan Murphy entre otros. Es una adaptación de la obra de teatro, bajo el mismo nombre (The Boys in the Band), de Mart Crowley del año 1968, quien ha sido el encargado de crear el propio guion junto al guionista Ned Martel. Anteriormente, la obra de teatro fue adaptada al cine en el año 1970, la cual fue dirigida por William Friedkin y protagonizada por el casting original de 1968 de dicha obra.
En esta película, Jim Parsons, Matt Bomer, Joe Mantello (ahora, como director) y Ryan Murphy vuelven a trabajar juntos, ya que anteriormente, habían coincidido en la película de HBO del 2014, The Normal Heart.

## Elenco
- Jim Parsons como Michael.
- Zachary Quinto como Harold.
- Matt Bomer como Donald.
- Andrew Rannells como Larry.
- Charlie Carver como Cowboy.
- Robin de Jesús como Emory.
- Brian Hutchison como Alan.
- Tuc Watkins como Hank.
- Michael Benjamin Washington como Bernard.
- Ziggy Marley como Elizabeth Smith.
- Sean Paul como Elizabeth Strickland.

## Producción
El 18 de abril de 2019, Ryan Murphy anunció que la obra The Boys in the Band sería adaptada para Netflix, como parte de su acuerdo de 300 millones de dólares con la plataforma de transmisión. Murphy había recuperado previamente la obra para Broadway en 2018 y confirmó que el director de esta versión, Joe Mantello, dirigiría la película. David Stone y Ned Martel fueron anunciados como productores junto con Murphy. También se confirmó que todo el elenco del renacimiento de Broadway de 2018 repetiría sus papeles para la película, lo que hace que la película tenga un elenco de actores abiertamente homosexuales.

### Lanzamiento
Fue estrenada el 30 de septiembre de 2020.